# مرتضی ریزی
مرتضی ریزی (۱۲۵۰ ه‍.ق در زرین شهر –۱۳۲۹ قمری در زرین شهر) معروف به آشیخ مرتضی و آقاشیخ مرتضی مرجع و فقیه شیعه در دوران حکومت ظل السلطان در اصفهان بود. معروف‌ترین اثر او الرسایل است که مجموعهٔ بزرگی از شرح درسش می باشد که توسط شاگردش سید حسن مدرس گرد آوری شده‌ و همچنین کتاب تقریرات اصول که در کتابخانه مجلس شورای اسلامی موجود است. ملا عبد الوهاب ریزی پدر و نخستین استاد اوست که در مسجد رحیم خان زرین شهر دفن است و اساتید دیگرش در نجف مرتضی انصاری و سید حسین ترک بوده‌اند.
پس از درگذشت او در سال ۱۳۲۹ ه.ق؛ در قبرستان تخت فولاد اصفهان دفن شد و بعدها توسط محمدحسین کازرونی بر مزارش، تکیه‌ای بنا شد که به تکیه ریزی مشهور است.

## آثار
از او آثاری به نام القسطاس المستقیم (تعلیقه‌ای بر قوانین الاصول) و چند رساله در احکام شرعی را می‌توان یاد کرد.

## فعالیت‌های اجتماعی
فعالیت‌های اجتماعی شیخ در دوره مشروطیت ایشان را در رده مراجع بزرگ دینی زمان خود قرار داده بود که مهمترین ان صدور فتوای عزل ظل السلطان از حاکمیت اصفهان و همچنین فتوای ممنوعیت خرید و مصرف کالاهای خارجی در آن زمان بود. به پاس تلاش‌های او، یادواره‌ای به نام او در اصفهان برگزار شد و در این آئین از خدمات او تجلیل شد.